# 4-D (音楽ユニット)
4-D（フォーディー）は、1982年10月に結成された日本の音楽ユニット。1980年代は4-D mode1、4-D mode2、4-D mode0の3形態（それぞれモードワン、モードツー、モードゼロと読む）で活動していたが、現在は4-D mode1のみ活動継続している。2012年には結成30周年を迎えた。
「飢餓同盟」を経て、泉陸奥彦とともにプログレッシブ・ロックバンド「DADA」（ダダ）のメンバーであった小西健司、大阪のフュージョンバンド「99.99」（フォー・ナイン）のメンバーであった成田忍と横川理彦、神戸でイベンター「FREE ALL!」を主宰していた中垣和也の4人により結成された。中垣が「オーガナイザー」を名乗ってマネージメントを担当し、神戸市灘区桜ケ丘町に自身の事務所「pH-OFFICE」（ペーハー・オフィス）を構え、関西を拠点に活動していた。

## メンバー

### オリジナルメンバー
全員が作詞・作曲、ボーカルをこなす。楽曲は基本的に一人が作詞と作曲をするため、曲を作ったメンバーにより曲調がかなり異なる。1980年代の第1期4-Dでは、ボーカルを「ボイス」と表記していたため、以下それに倣う。
- 小西健司（こにし けんじ）- ボイス、シンセサイザー、キーボード、コンピュータプログラミング
「アイアンビート」を標榜し、ドイツのインダストリアル・ロック調の金属的な音とアップテンポの激しい曲を好む。
コンピュータプログラミングを担当し、自らのシステムを「Ichie System」と名付け、名称は「一期一会」にちなむとライブでも紹介していた。
4-D結成当時は、KORGのアナログシンセサイザーを愛好しており、作品のクレジットには「4-D uses KORG synthesizers.」と必ず書くほどだった。しかしFM音源を搭載したヤマハ・DX-7が発売されると使用するようになった。
1980年代の第1期4-Dでは「小西 "HIROHITO" 健司」とミドルネームを名乗っていた。
ライブでは特攻服を着たり右翼のような扮装で現れ、曲の間奏やMCでアジ演説風のパフォーマンスを行ったり、また京都市のサブカルチャー雑誌『PELICAN CLUB』（ペリカンクラブ）の4-Dインタビューで「街宣車に乗りたい」などと発言していた。一方でXデーを風刺した反天皇制的な歌詞の楽曲を作り歌っていたが、同じ関西で京都市を拠点としていたEP-4と同様に「菊タブー」を意識していただけで、必ずしも政治的イデオロギーが強いわけではない。
- 成田忍（なりた しのぶ）- ボイス、ギター
メンバーの中では曲調が最もポップで、歌詞も捻った感じのラブソングを得意とする。
第1期4-D活動休止後、いち早くメジャーデビューを果たす。1990年代以降は音楽プロデューサーとしても幅広く活動。
- 横川理彦（よこがわ ただひこ）- ボイス、ベース、ヴァイオリン
4-Dを特徴づけるヴァイオリニスト。青いエレキヴァイオリンがトレードマークで、多数の弦楽器をこなすマルチプレイヤー。
ソロ活動では「横川タダヒコ」表記だった時期もあるが、4-Dでは漢字表記。
アフター・ディナーと並行して活動していた。
メンバーでは唯一の中国地方出身（他は関西）。京都大学哲学科出身という異色の経歴。
近視で眼鏡着用。ライブで東京へ来た際に、見慣れぬ回転ドアに激突して眼鏡が割れたと『PELICAN CLUB』の4-Dインタビューで語っていた。
- 中垣和也（なかがき かずや）- オーガナイザー
1980年代の初期4-Dのキーパーソン。当時は「オーガナイザー」を名乗り4-Dをまとめ、マネージメントを一手に手掛けていた。
4-Dでは「中垣 "MARC" 和也」とミドルネームを名乗っていた。

### 1990年代のメンバー
- 小西健司
- 伊東浩次
- 三島和樹

### 4-D mode 1
- 小西健司
- 成田忍
- 横川理彦

### 4-D mode 0
- 小西健司：ボイス、Ichie System、他
- 中垣和也：ボイス、ギター、他
- 福島聰介（ふくしま そうすけ）：ベース
  - 西原朗：ワイヤーベース
  - 倉田泰成：ドラムサウンドサンプル

### 4-D mode 2
女性ボーカリスト、中国人キーボーディストをフィーチャーした別ユニット。ソノシートを2枚リリース。
- 梗（きょう）- ボイス
- 周明（しゅう めい）- キーボード
- 小西健司 - コンピュータプログラミング

### ゲストメンバー
- アマツガク（天津学）- グラフィックデザイン
- 後藤貴代子（ごとう きよこ）- 作詞・作曲、写真など
- 宇都宮泰（うつのみや やすし）- サウンドエンジニアリング

## 歴史

### 1980年代
1980年代には、当初からメインとなり現在も活動中の「4-D mode 1」、女性ボーカルをフィーチャーした別ユニット「4-D mode 2」、中垣も演奏に加わった「4-D mode 0」の3形態で流動的な活動を行っていた。また同じく神戸を拠点としていたHacoと宇都宮泰（当時）の音楽ユニット・アフター・ディナー (After Dinner) と親しく交流があり、ライブやレコーディングなどの活動で協力関係にあった。また横川理彦は「After Dinner」の正式メンバーとしてレコーディングにも参加し、国内でのライブやヨーロッパツアーにも参加している。
1980年代のシングルはすべてソノシートで制作され、pH-OFFICEからリリースされたソノシートはライブ会場やブティックなどでゲリラ的に無料配布しており、対価を取って販売することはなかった。また遠方のファンには在庫がある限り、送料実費（定額小為替で送金）のみ負担で無料発送も行っていた。ソノシートを無料配布していた理由として、多くの人に曲を聴いてほしいし、売っても儲からず元は取れないからいっそ配ってしまおうと考えたと、中垣は述べている。無料ソノシートながらジャケットデザインは凝ったもので、印刷したものに手作業でラメを塗ったりリボンを貼り付けたりしていた。この作業はメンバー自らが行っていたという。
1983年から翌1984年までに無料ソノシートを8枚リリース後、1985年に「4-D mode 1」名義でテレグラフ・レコードからファースト・アルバム『A Style of Building』をリリース。4-Dでは基本的に自身のレーベルから作品をリリースしているが、ファーストアルバムは初の他者主宰レーベル、しかも東京（当時）のインディーズレーベルであった。その頃にはテレグラフを主宰する写真家の地引雄一と交流を持ち、1983年8月には新宿LOFTで5日間にわたり開催されたテレグラフのイベント「CASE OF TELEGRAPH/ PRODUCTS 5」にも出演した。このライブの模様は2枚組LPにまとめられた（のちCD再発）が、4-Dの演奏は収録されなかった。
ファーストアルバムのジャケットデザインは、ソノシート以上に大変凝ったものであった。プラスチック素材のハードタイプクリアカードケースのようなカバーに縦縞模様を印刷し、中に入ったジャケットの紙にはその縦縞の幅で分割された2種類の写真が印刷され、ジャケットの紙をずらすと異なる絵柄が見えるというものであった。さらにケースの縦縞の色が異なる数種類のバリエーションが存在するという、テレグラフから発売されたレコードの中では最も贅を尽くしたジャケットとなった。東京ロッカーズを源流に持ち、削ぎ落とされたシンプルさを良しとするテレグラフ系アーティストの中で、4-Dの細部にまで凝り尽くしたレコードは異彩を放っていた。
こうした凝ったジャケットデザインは、4-Dの「第5のメンバー」といえる存在であった「Modern Club」のグラフィックデザイナー・アマツガク（天津学）によるものであった。アマツガクは10代の頃から音楽活動と並行してグラフィックデザイナーとしても活動を開始。 1984年に4-D mode 1の5枚目のソノシート「F-1」の ジャケットデザインを担当して以来、4-Dのデザインコンセプトとアートワーク全般を手がけるようになった。 
また、アフター・ディナーのジャケット写真を手がけた写真家の内池秀人（うちいけ ひでと）も4-Dの活動に参加していた。なお、アフター・ディナーのアルバムジャケットも凝っており、シルクスクリーン印刷で数色のバリエーションがあったり、歌詞カードの冊子がページごとに大きさが変わり中央に行くほど小さくなるというデザインであった。大阪を拠点としていた阿木譲の音楽雑誌『ロック・マガジン』やカセットブック『EGO』でも非常に凝ったデザインが施されるなど、当時の関西インディーズシーンでの一種の流行であったと言える。
ファーストアルバムのリリース後は活動を休止し、メンバーはそれぞれソロ活動や他のバンドへ参加するなどしていた。1985年4月には成田忍が「URBAN DANCE」（アーバン・ダンス）としてメジャーデビュー、横川理彦はアフター・ディナーと並行してP-MODELに参加、1985年発売のアルバム『KARKADOR』をレコーディングしライブにも出演したが、短期間で脱退している。

### 1990年代
1990年代には小西健司のユニットとして4-Dが再始動し、1991年に小西のレーベル「IRON BEAT MANIFESTO」から「4-D」名義（modeなし）で初のCD『ANALYZE』をリリースした。1993年、同レーベルから「4-D」と「T - K - M」の共同名義でアルバム『Subconscious Unity』をリリース。
その後、小西が平沢進に呼ばれてP-MODELに参加するため上京したこともあり、4-Dとしての活動はふたたび休止する。

### 2000年代以降
2000年代に入るとオリジナルメンバーによる4-D再始動の機運が高まり、2004年には小西、成田、横川の3人で「4-D mode1」を再始動する。2006年には過去の全ソノシート（mode 2、mode 0も含む）とファーストアルバムを全曲収録した『Die Rekonstruktion』をリマスターCDとしてリリースした。アルバムタイトルは「再建、復興、復元」などを意味する。
2008年2月21日には、自らの新レーベル「4-D Label」から、オリジナルメンバーによる実に23年ぶりのニューアルバム『Rekonnekted』（リコネクテッド）をリリース。アメリカのシンセポップ専門レーベル「A Different Drum」からもリリースされた。組み立て式特殊ヘキサゴン仕様ジャケットを採用し、ジャケットへのこだわりも往年を彷彿とさせた。翌2009年にはマキシシングル『VERY』をリリース。2009年10月28日には「4-D mode 1+平沢進」名義でシングル『緋色のCrew』をリリース。2010年2月22日にはマキシシングル『-17℃』をリリース。いずれもライブ会場とディスクユニオン、shop MECANOで限定販売した。
2009年4月18日・19日には参宮橋駅前のギャラリー「Shop and Gallery Tray」で「Gaku Amatsu Works 4-D Sight Code ～視覚暗号・4-Dとその周辺～」と題して、長年共同作業を続けているアマツガクと4-D mode 1が共演し、インスタレーションとライブを融合した視聴覚に訴えるイベントを開催した。
2012年9月21日には、結成30周年記念アルバム『in -胤-』をリリース。4-Dの原点となった1983年のファースト・ソノシート『After Dinner Party』のリメイクバージョン「After Dinner Party 2012」ほか全11曲を収録した久々のフルアルバムとなった。
2013年には3曲入りマキシシングル『Wheel』をリリース。同年10月には3曲入りマキシシングル『DRIVE』をリリース。2014年1月には3曲入りマキシシングル『Wieder』をリリース。いずれもライブ会場とディスクユニオン、shop MECANOで限定販売した。
ライブ活動も継続しており、2017年12月15日には大阪市西区南堀江のライブハウス「SOCORE FACTORY」で「4-D mode 1」としてライブに出演した。また、成田忍と横川理彦の2人ユニット「Blanc」も始動し、2017年12月22日に高円寺のライブハウス「高円寺HIGH」でファーストライブを行った。

## ディスコグラフィー

### ソノシート
いずれも無料配布、片面収録。pH-OFFICEよりリリース。

#### 4-D mode 1
After Dinner Party
- 1983年（PH-000）。作詞・作曲：小西健司

H-Funk II
- 1983年（PH-001）。作詞・作曲：4-D

Kiss A Day Goodby
- 1983年（PH-002）。作詞・作曲：成田忍

Life Plan
- 1983年（PH-003）。作詞・作曲：横川理彦

F-1
- 1984年（PH-004）。作詞・作曲：古川隆人（ふるかわ たかと）

古川は横川と成田の友人。補作詞は横川理彦。

#### 4-D mode 2
春嵐
1. 春嵐（はるあらし）

- 1984年（PH-2001）。作詞：後藤貴代子、作曲：小西健司
- アフターディナーがライブでカバーしている。

雪鳥
- 1984年12月24日（PH-2002）

1. 雪鳥（ゆきどり）　作詞：後藤貴代子、作曲：小西健司
2. En Soirée De Chérubin　作詞・作曲：後藤貴代子

- 2曲入り。リリース日に合わせ、1曲目は賛美歌風アレンジ、2曲目はクリスマスソング。

#### 4-D mode 0
蟹道楽
1. 蟹道楽（かにどうらく）
2. Perpetual Motion II（パーペチュアル・モーション・ツヴァイ）

- 2曲入り。両曲とも作詞・作曲：小西健司。
- このソノシートのみ「JELLY BEANS RECORDS」から販売された。最もプレス数が少なく「幻のソノシート」と言われ、小西ですら持っていないという。

### アルバム
A Style of Building
- 1985年、テレグラフ・レコード（TGEP-028）

1. A面：Piper In The Woods／旅の人／ひろせ
2. B面：Decimal Notation／ブルトンの手／ポチョムキン／While You Sleep

- ファーストアルバム、7曲入りミニアルバム。12インチ、45R.P.M.。オリジナルメンバーによる「4-D mode 1」の作品。

ANALYZE
- 1991年、IRON BEAT MANIFESTO（I.B.M-1001）。「4-D」名義。
- 溶光／Behind The Wall／Drive／New Beat／Peeping
- 5曲入りミニアルバム。折り畳み変形ジャケットを採用。最初からCDでリリースされた初の音源。
- 小西のユニットになってからのアルバムで、他のオリジナルメンバーは参加していない。

Subconscious Unity
- 1993年、IRON BEAT MANIFESTO（I.B.M-000002）。「4-D/T-K-M」名義。
- Primitive Bondage／#809／The Question／World Finder／Subconscious Unity／Red Alert／The Id／Code／Saturation Point／Frontier
- 10曲入りCD。小西以外のオリジナルメンバーは参加していない。

Die Rekonstruktion
- 2006年4月30日、4-D Label（EGD-22）

1. After Dinner Party（mode 1、ソノシートから）
2. H-Funk II（mode 1、ソノシートから）
3. Kiss A Day Goodbye（mode 1、ソノシートから）
4. Life Plan（mode 1、ソノシートから）
5. F-1（mode 1、ソノシートから）
6. 春嵐（mode 2、ソノシート『春嵐』から）
7. 雪鳥（mode 2、ソノシート『雪鳥』から）
8. En Soirée De Chérubin（mode 2、ソノシート『雪鳥』から）
9. 蟹道楽（mode 0、ソノシート『蟹道楽』から）
10. Perpetual Motion II（mode 0、ソノシート『蟹道楽』から）
11. Piper In The Woods（mode 1、『A Style of Building』から）
12. 旅の人（mode 1、『A Style of Building』から）
13. ひろせ（mode 1、『A Style of Building』から）
14. Decimal Notation（mode 1、『A Style of Building』から）
15. ブルトンの手（mode 1、『A Style of Building』から）
16. ポチョムキン（mode 1、『A Style of Building』から）
17. While You Sleep（mode 1、『A Style of Building』から）

- 過去のソノシートとアルバムの全曲を収録したリマスターアルバム。

Rekonnekted
- 2008年2月21日、4-D Label（4D2K8-101）
- Spin／Zone／Welcome Back／Goodbye My Machine／Isotope／Passage (Featuring Ala' Diab) My Sweet Lo (Featuring 川喜多美子) ／My Neighbor Upstairs (Featuring Emi Eleonola, 平沢進) ／僕の工場 君のコンビニ (Featuring Emi Eleonola) ／L'autre Ville／Zoology (Featuring Emi Eleonola) ／忘却の国／Kinshasa

in -胤-
- 2012年9月21日、4-D Label（4DL-03）
- 4-D結成30周年記念アルバム。アルバムタイトルは「いん」と読む。
- 1983年のファーストソノシート『After Dinner Party』のリメイクバージョン、ほか11曲を収録したフルアルバム。
- Hey Hey Yo／Angerstrasse (Album Version) ／ヒメノカリス／After Dinner Party 2012／Big House／Requiem／件 (Kudan) ／Konversation Analyse (Album Version) ／Totentanz／Dysfunktion／胤 (in)

### シングルCD・マキシシングル
いずれも4-D Labelによる「4-D mode 1」のリリース。ライブ会場、ディスクユニオン、shop MECHANO等で限定販売。
Rekonnekted Extension Kit:001
- 2008年4月6日（EXK-001）

Rekonnekted Extension Kit:002
- 2008年6月20日（EXK-002）

Rekonnekted Extension Kit:003
- 2008年10月2日（EXK-003）

Rekonnekted Extension Kit:004
- 2009年1月16日（EXK-004）

VERY
- 2009年6月3日（4DS-001）

緋色のCrew
- 2009年10月28日（4DS-002）。「4-D mode1+平沢進」名義。

-17℃
- 2010年2月22日（4DS-003）

The Beat Of Lepzig #1: Angerstrasse
- 2011年4月23日（4DS-004）

The Beat Of Lepzig #2: Konversation Analyse
- 2011年9月9日（4DS-005）

Requiem (Ambient Mix)
- 2013年1月12日（4DS-006）

Fall
- 2013年4月24日（4DS-007）

Wheel
- 2013年8月31日（4DS-008）

DRIVE
- 2013年10月25日（4DS-009）

Wieder
- 2014年1月6日（4DS-010）

### 非売品
Back Tracks 1981-1984
- 2008年2月21日
- Shop Mecanoでの『Rekonnekted』購入特典。

in -胤- omake for MECANO
- 2012年9月21日
- Shop Mecanoでの『in -胤-』購入特典。